# Smrtící epidemie
Smrtící epidemie je film německého režiséra Wolfganga Petersena z roku 1995 natočený podle faktografické knihy amerického spisovatele Richarda Prestona Zákeřná ebola (The Hot Zone) z roku 1994.

## Příběh
Film pojednává o epidemiolozích, kteří se snaží zvládnout epidemii smrtícího viru Motaba (podobného Ebole) ohrožujícího fiktivní městečko Cedar Creek v Kalifornii. Film poskytuje pohled na práci odborníků na smrtící infekce pracujících v americkém civilním Středisku pro kontrolu nemocí a jeho vojenském ekvivalentu Armádním lékařském výzkumném středisku infekčních chorob.

## Obsazení
| Dustin Hoffman    | plk. Sam Daniels       |
| Rene Russo        | Robby Keough           |
| Morgan Freeman    | gen. Billy Ford        |
| Kevin Spacey      | mjr. Casey Schuler     |
| Cuba Gooding Jr.  | mjr. Salt              |
| Donald Sutherland | gen. Donald McClintock |
| Patrick Dempsey   | James Scott            |
| Zakes Mokae       | Dr. Benjamin Iwabi     |
| Benito Martinez   | Dr. Julio Ruiz         |